# Hofmeister
Ein Hofmeister oder Haushofmeister (lateinisch magister/praefectus curiae, englisch Lord High Steward, spanisch Mayordomo del Rey) war vom Mittelalter bis ins 19. Jahrhundert hinein an europäischen Höfen einer der ersten Hofbeamten. Ihm oblag die Leitung der Hauswirtschaft und des Dienstes um die Person des Fürsten. Seit 1250 ist der Hofmeister Aufseher über den Hofhalt und die Hofdienerschaft eines Fürsten. Außerdem konnte der Haushofmeister ab dem 15. Jahrhundert anstelle seines Herrn dem Hofgericht vorsitzen. Er hatte sich die Jurisdiktionsgewalt mit dem Hofmarschall geteilt. Das Amt gehörte auch zu den wichtigsten Ämtern der Hofgesellschaft eines Fürsten. Unter dem Haushofmeister assistierten bei der Besoldung der Bediensteten sowie bei der Wirtschaftsführung die Kämmerer und die Hofkastner. Das Hofmeisteramt gewann im 15. Jahrhundert nach und nach die Bedeutung eines Staatsamtes, und der Hofmeister entfaltete an den deutschen Fürstenhöfen nahezu die Wirksamkeit eines Haus- und Kabinettsministers. Der Haushofmeister wird auch als ein Marschall bzw. auch als ein Butler eines fürstlichen Hauses bezeichnet.
Die ältesten Hofmeister in Deutschland waren klösterliche Wirtschaftsbeamte, die als Adlaten der Äbte die weltliche Geschäftsführung besorgten.
Als Hofmeister wurden bis ins 19. Jahrhundert auch die Hauslehrer (→ Ajo (Hofmeister)) und die Verwalter großer Güter bezeichnet.

## Österreich
In der Habsburgermonarchie war die äquivalente Titelbezeichnung Obersthofmeister.

## Russland
Im Russischen Kaiserreich gab es bis 1917 bei Hofe die beiden Titel Hofmeister (russisch gofmeister) und Oberhofmeister (russisch ober-gofmeister). Sie entsprachen gemäß Rangtabelle den Rang-Kategorien K3 bzw. K2.